# 石井寛子 (タレント)
石井 寛子（いしい ひろこ、1984年9月15日 - ）は、日本のタレントである。大阪府池田市出身、バグジー所属。

## 略歴
高校時代から関西を中心にタレント活動を始める。スマートフォンのアプリケーションに詳しく、2012年頃からアプリ・ソムリエとしても活動している。
同い年の会社員男性と6年の交際期間を経て2014年3月4日に入籍し、同時に妊娠3か月であることを発表。9月24日に第1子となる女児を出産した。
2016年に第2子を妊娠し、12月10日に男児を出産。

## 人物
- 趣味は一眼レフ、サッカー観戦、マリンスポーツ、競馬、読書。
- 特技はフルート。
- 好きな色は黄色。
- 弟が1人いる[5]。

## 主な活動

### テレビ
- おはよう朝日です（ABCテレビ） - 「関西トレンド倶楽部」リポーター。
- リン・リン〜キレイになりたいっ!〜（テレビ大阪）
- メッセ弾（テレビ大阪）
- プラチケ!（関西テレビ）
- 恋するユーレイ（サンテレビ）
- ケータイ刑事 銭形命（2009年8月22日、BS-TBS） - 第8話に出演。
- 秘湯ロマン（テレビ朝日）
- ものまねグランプリ（2009年9月21日、日本テレビ） - 「ものまねゴングショー」コーナーに出演。
- アリケン（2010年9月11日、テレビ東京） - 「アリケンCafe」コーナーにゲスト出演。
- くだまき八兵衛（2010年12月23日、テレビ東京） - 同じ事務所の森下千里・田中優夏・長谷川麻衣らと共にゲスト出演。
- テリー伊藤のネホリハホリ（2012年1月10日、テレビ東京） - 1500種以上のアプリを熟知するアプリソムリエとして出演。
- ストライクTV（2012年4月23日 -2014年3月24日 、テレビ朝日） - アシスタント（当初はアプリソムリエとして出演）

### ラジオ
- グーグーモンキーズ（MBSラジオ）
- おはようパーソナリティ道上洋三です（2012年5月23日、ABCラジオ） - アプリソムリエとしてゲスト出演。「話のダイジェスト」のコーナーに出演し、お勧めのアプリを紹介するかたわら、大阪府池田市で生まれ育ったことや、『おはよう朝日です』のリポーターを務めていたことを明かした。

### インターネット放送
- 前橋ミッドナイト競輪中継（KEIRIN.JPストリーム）

### CM
- イー・モバイルWiFi刑事[6]。